# Łangczuk Namgjal

Łangczuk Namgjal po prawej

Łangczuk Namgjal (j. sikkimski སྟོབས་རྒྱལ་དབང་ཕྱུག་བསྟན་འཛིན་རྣམ་རྒྱལ, w transliteracji Wyliego stobs-rgyal dbang-phyug bstan-'dzin rnam-rgyal) (ur. 1 kwietnia 1953 w Gangtoku) – drugi syn Paldena Thondupa Namgjala, ostatniego suwerennego króla Sikkimu. Jest też obecnym spadkobiercą dynastii Namgjal i pretendentem do tronu Sikkimu.
Został intronizowany jako 13. król Sikkimu, gdy jego starszy brat książę Tenzing Namgjal zginął w wypadku drogowym. Premier Sikkimu Bhim Bahadur Gurung uznał go za 13. czogjala. Mimo to Łangczuk nie posiada żadnej oficjalnej władzy i jego obowiązki sprowadzają się tylko do spraw religijnych.